# Evropesma
Evropesma (serbi ciríl·lic: Европесма) o Europjesma (montenegrí: Еуропјесма) va ser un concurs de cançons a Sèrbia i Montenegro que va tenir lloc del 2004 al 2006. La cançó guanyadora seria el representant del país al Festival de la Cançó d'Eurovisió. Va ser organitzat per la unió de radiodifusores de Sèrbia i Montenegro UJRT (formada per RTS i RTCG).
El 2005 i el 2006, Beovizija i Montevizija van ser les semifinals de Sèrbia i Montenegro per a l'Evropesma (respectivament). Després de la dissolució de la unió estatal entre Sèrbia i Montenegro, els concursos de semifinals van agafar el paper d'aquest festival.

## Procés de votació
RTCG va argumentar que els representants bastant anònims de Montenegro tenen poques possibilitats contra una sèrie de grans estrelles de la música que generalment participen en nom de RTS i que solen ser famosos al mateix Montenegro. RTCG no va aconseguir involucrar cap de les grans estrelles de Montenegro que realment poguessin guanyar televots per participar en Montevizija. Per això, RTCG va exigir que el televot només sigui una part de la decisió sobre qui guanyarà el concurs. Com a resultat, hi ha quatre jutges nomenats per RTCG, quatre per RTS i el televot va ser el novè membre del jurat. Els punts s'assignen de la següent manera: 1, 2, 3, 4, 5, 6, 7, 8, 10 o 12 (1, 2, 3, 4, 5, 6, 7, 8, 9 i 10 el 2004).

## Guanyadors
| Any  | Seu       | Guanyador         | Cançó         | Resultat al Festival de la Cançó d'eurovisió       |
| ---- | --------- | ----------------- | ------------- | -------------------------------------------------- |
| 2004 | Belgrad   | Željko Joksimović | Lane moje     | 2n lloc (al Festival de la Cançó d'Eurovisió 2004) |
| 2005 | Podgorica | No Name           | Zauvijek moja | 7è lloc (al Festival de la Cançó d'Eurovisió 2005) |
| 2006 | Belgrad   | No Name           | Moja ljubavi  | Retirat (disputat per RTS, no verificat per UJRT)  |

## Esdeveniment i controvèrsia del 2004
La primera Evropesma, celebrada el 21 de febrer de 2004, a Belgrad, Sèrbia, va comptar amb 24 artistes, 19 de Sèrbia i només 5 de Montenegro. Quatre de les cançons que representaven a RTS van ser seleccionades a Beovizija 2004, que va ser en part una semifinal per a Evropesma. Els representants de RTCG van ser seleccionats internament, i els altres van ser seleccionats per la UJRT. Željko Joksimović va guanyar l'Evropesma 2004 amb "Lane moje", i va aconseguir el segon lloc al Festival de la Cançó d'Eurovisió 2004 a Istanbul, Turquia. Els membres del jurat serbi no van donar ni un sol punt a les cançons que representaven Montenegro i membre del jurat montenegrin no va donar punts al guanyador i al segon classificat de Beovizija, fet que va provocar certa polèmica.
| Ordre | Enviat per | Cantant                            | Cançó                     | Lloc | 1  | 2  | 3  | 4  | 5  | 6  | 7  | 8  | 9  | Punts |
| ----- | ---------- | ---------------------------------- | ------------------------- | ---- | -- | -- | -- | -- | -- | -- | -- | -- | -- | ----- |
| 1     | UJRT       | Jovana Nikolić                     | Posle Tebe                | 10   | 1  | 3  | 2  |    | 6  |    | 2  | 7  | 2  | 23    |
| 2     | UJRT       | Teodora Bojović & Nightshift       | Daj Mi Snage              | 6    | 4  | 8  |    | 5  |    | 8  |    | 8  |    | 33    |
| 3     | RTCG       | Evropa                             | Evropa                    | 5    | 9  |    | 4  |    | 8  |    | 8  |    | 8  | 37    |
| 4     | UJRT       | Extra Nena                         | More Ljubavi              | 12   |    | 4  |    | 4  | 2  |    |    | 5  |    | 15    |
| 5     | UJRT       | Saša Vasić                         | Priznaj                   | 15   | 8  |    |    |    |    |    |    |    |    | 8     |
| 6     | UJRT       | Jelena Tomašević                   | Kad Ne Bude Tvoje Ljubavi | 11   |    | 6  |    | 7  |    | 5  |    | 2  |    | 20    |
| 7     | UJRT       | Slobodan Bajić                     | Možeš Da Me Ne Voliš      | 19   |    |    | 3  |    |    |    | 1  |    |    | 4     |
| 8     | UJRT       | Ana Milenkovic                     | Takva Žena                | 18   |    | 2  |    | 1  |    | 2  |    | 1  |    | 6     |
| 9     | UJRT       | Tanja Banjanin                     | Istina                    | 22   |    |    |    |    |    |    |    |    |    | 0     |
| 10    | RTS        | Boris Režak                        | Zauvek                    | 22   |    |    |    |    |    |    |    |    |    | 0     |
| 11    | UJRT       | Knez                               | Navika                    | 17   |    |    |    |    | 3  |    | 4  |    |    | 7     |
| 12    | RTCG       | Negre                              | K'o Nijedna Druga         | 3    | 10 |    | 9  |    | 9  |    | 9  |    | 9  | 46    |
| 13    | UJRT       | Madam Piano                        | Igra                      | 9    |    | 7  |    | 8  |    | 6  |    | 4  |    | 25    |
| 14    | RTS        | Negative                           | Zbunjena                  | 4    |    | 10 |    | 9  |    | 10 |    | 9  | 6  | 44    |
| 15    | UJRT       | Tanja Jovićević                    | Uzmi Me                   | 15   | 2  |    | 1  | 2  |    | 3  |    |    |    | 8     |
| 16    | UJRT       | Saša Dragaš                        | Dao Bih Sve               | 22   |    |    |    |    |    |    |    |    |    | 0     |
| 17    | RTCG       | Sergej Ćetković                    | Ne Mogu Da Ti Oprostim    | 8    | 5  |    | 5  |    | 5  |    | 5  |    | 7  | 27    |
| 18    | UJRT       | Željko Joksimović                  | Lane Moje                 | 1    | 6  | 9  | 10 | 10 | 10 | 9  | 10 | 10 | 10 | 84    |
| 19    | RTS        | Leontina                           | Zamisli                   | 12   |    |    | 8  |    |    | 4  |    |    | 3  | 15    |
| 20    | UJRT       | Peti Element                       | Reka Bez Povratka         | 2    | 3  | 5  | 6  | 6  | 4  | 7  | 6  | 6  | 4  | 47    |
| 21    | RTS        | Nataša Kojić                       | Moje Oko Plavo            | 21   |    |    |    |    |    |    |    |    | 1  | 1     |
| 22    | UJRT       | Mogul                              | Ne Trgujem Osećanjima     | 20   |    |    |    |    |    |    |    | 3  |    | 3     |
| 23    | UJRT       | Mari Mari                          | Kad Ponos Ubije Ljubav    | 14   |    | 1  |    | 3  | 1  | 1  | 3  |    |    | 9     |
| 24    | RTCG       | Andrijana Božović i Marija Božović | Nijedna Suza              | 6    | 7  |    | 7  |    | 7  |    | 7  |    | 5  | 33    |

## Esdeveniment i controvèrsia del 2005
L'Europjesma 2005 es va celebrar el 4 de març de 2005 a Podgorica, Montenegro. Fins i tot abans que comencés el concurs hi havia algunes polèmiques. RTCG va dir que RTS estava afavorint els seus participants Ogi Radivojević i Jelena Tomašević, subcampióna i guanyadora, respectivament, de Beovizija 2005. Željko Joksimović, autor de la cançó "Jutro" interpretada per Jelena Tomašević, fins i tot va organitzar una festa guanyadora per a Jelena, abans de l'espectacle. Els jutges de RTCG van votar atorgant pocs punts a qualsevol dels intèrprets serbis, alhora que van donar el màxim de punts a la banda No Name (que també va guanyar el televot).
Abans de permetre que "Zauvijek moja" es confirmés com l'entrada de Sèrbia i Montenegro, la UER va iniciar una investigació sobre una sèrie de queixes formals, que també es relacionaven amb acusacions de plagi molt disputades. No obstant això, després de llargues deliberacions, la cançó va rebre llum verda.
Hi va haver rumors que el televot, que només va durar 10 minuts, era gratuït a Montenegro i no a Sèrbia, però es va demostrar que era fals.
| Classificació | Ordre | Cantant            | Cançó                   | 1  | 2  | 3  | 4  | 5  | 6  | 7  | 8  | Televotació | 9  | Total |
| ------------- | ----- | ------------------ | ----------------------- | -- | -- | -- | -- | -- | -- | -- | -- | ----------- | -- | ----- |
| 1             | 2     | No Name            | Zauvijek moja           | 6  | 12 | 6  | 12 | 5  | 12 | 7  | 12 | 32607       | 12 | 84    |
| 2             | 9     | Jelena Tomašević   | Jutro                   | 12 |    | 12 |    | 10 |    | 10 |    | 16978       | 10 | 54    |
| 3             | 4     | Ogi                | Hajde Cico              | 10 |    | 10 |    | 12 |    | 12 |    | 4187        | 7  | 51    |
| 4             | 24    | Stevan Faddy       | Utjeha                  |    | 10 |    | 10 |    | 10 | 5  | 7  | 4283        | 8  | 50    |
| 5             | 5     | Andrea Demirovic   | Šta će mi dani          |    | 8  | 4  | 8  |    | 8  |    | 10 | 1784        | 4  | 42    |
| 6             | 15    | Andrijana Božović  | Sve ti boje dobro stoje |    | 5  | 8  | 6  | 1  | 7  |    | 5  | 1466        | 3  | 35    |
| 6             | 20    | Marko Vukčević     | Govor tijela            | 8  | 3  |    | 2  | 6  |    | 8  | 8  |             |    | 35    |
| 8             | 18    | Maja Mitrović      | Nama treba ljubav       | 7  |    | 2  | 7  | 8  |    | 6  |    |             |    | 30    |
| 9             | 17    | Bojan Marović      | Svejedno                | 4  | 4  | 1  | 5  |    | 5  | 4  |    | 3079        | 6  | 29    |
| 10            | 7     | Ana Cvetković      | Nevidljiva              | 1  | 6  | 7  |    | 4  | 4  |    | 2  | 748         | 1  | 25    |
| 11            | 22    | Marija Božović     | Pronađi put             | 3  | 7  |    | 4  | 2  | 3  |    | 4  |             |    | 23    |
| 12            | 23    | Dušan Zrnić        | Nebo                    | 5  |    |    |    | 7  |    | 2  | 1  |             |    | 15    |
| 13            | 12    | Ivana Popovic      | U oku tvom              |    | 1  |    |    |    |    |    | 6  | 2066        | 5  | 12    |
| 14            | 6     | Teodora Bojović    | Ti si kriv              |    |    | 3  |    | 3  | 2  | 1  |    |             |    | 9     |
| 15            | 3     | Džej i Maja        | Pobedila si me          |    |    | 5  |    |    |    |    |    | 898         | 2  | 7     |
| 16            | 13    | Koktel Bend        | Minđuša                 |    |    |    |    |    |    | 3  | 3  |             |    | 6     |
| 16            | 8     | Svetlana Raicković | Praznina                |    |    |    |    |    | 6  |    |    |             |    | 6     |
| 18            | 19    | Marija Šerifović   | Ponuda                  |    | 2  |    | 3  |    |    |    |    |             |    | 5     |
| 19            | 10    | Biljana Mitrović   | Kada ljubav umire       |    |    |    | 1  |    | 1  |    |    |             |    | 2     |
| 19            | 1     | Lu Lu              | Bolje da te nemam       | 2  |    |    |    |    |    |    |    |             |    | 2     |
| 21            | 14    | Viktorija          | Kaži sestro             |    |    |    |    |    |    |    |    |             |    | 0     |
| 21            | 16    | Tatjana Đorđević   | Ko je kriv              |    |    |    |    |    |    |    |    |             |    | 0     |
| 21            | 21    | Taša               | Dobre devojke           |    |    |    |    |    |    |    |    |             |    | 0     |

La banda sèrbia Luna inicialment planejava competir a la final, però la banda es va retirar just abans que comencés l'esdeveniment a causa del boicot. Van ser destinats a actuar 11 amb la cançó "Sentimientos".

## Esdeveniment i controvèrsia del 2006
El 2006 Evropesma, celebrat a Belgrad, Sèrbia, l'11 de març de 2006, va veure el mateix patró de votació dels jutges d'amb les dues repúbliques: els favorits d'engany, novament guanyadors i subcampiona de Beovizija 2006, Flamingosi (duo serbi-montenegrin) feat. Louis i Ana Nikolić, respectivament, no van rebre cap punt dels jutges de l'RTCG. Els jutges designats per RTS al seu torn van atorgar vuit punts a No Name i quatre punts a Stevan Faddy, suficients perquè No Name obtingués una altra victòria. El Flamingosi, favorit de Beovizija, ha acabat segon. El televot va situar com a favorit Beovizija primer i segon i No Name tercer.
L'enrenou va començar durant la votació, quan el públic va començar a abandonar l'acte enmig, després d'adonar-se que els seus favorits no anaven a guanyar. El públic restant va esbroncar No Name fora de l'escenari i va llançar objectes (com ampolles) a l'escenari, mentre sortia a acceptar el premi i tornar a interpretar la seva cançó, seguint la tradició del Festival d'Eurovisió. Després, el públic va cortejar Flamingosi a l'escenari i van interpretar la seva cançó amb els altres finalistes de Beovizija presents a l'escenari.
En conseqüència, la Junta Directiva de la UJRT no va acceptar la victòria de No Name, afirmant que la votació vulnerava els mèrits del concurs, tot i que no es va trobar irregular. Font: comunicat de la UJRT
El director general de la RTS i el cap de l'UJRT, Aleksandar Tijanić, va escriure una carta al seu homòleg de l'RTCG, Radovan Miljanić, suggerint que es celebrés un nou concurs, amb cinc cançons de les dues semifinals que van obtenir més punts. El guanyador seria escollit únicament mitjançant televot. Paral·lelament, RTCG va demanar a la Unió Europea de Radiodifusió que intervingués per acceptar els resultats de la votació del polèmic concurs. La Unió Europea de Radiodifusió va respondre el 18 de març de 2006, dos dies abans de la data límit per a la presentació de la candidatura nacional al Festival de la Cançó d'Eurovisió 2006, suggerint que les emissores trobessin una solució per si soles. Això no va servir de res, i finalment, el 20 de març de 2006, Sèrbia i Montenegro es van retirar oficialment del Festival de la Cançó d'Eurovisió de 2006. Mentre la UJRT va retransmetre la semifinal i la final, els espectadors van poder votar.
Com que la retirada va deixar un espai buit a la final, Croàcia i la seva representant Severina s'ho van prendre. El representant croat del Festival de la Cançó d'Eurovisió 2005, Boris Novković, va guanyar l'11è lloc, un lloc per sota del límit per a l'entrada directa a la final.
| Punts atorgats a Evropesma 2006 |       |                        |                         |    |    |    |    |    |    |    |    |             |    |       |
| Classificació                   | Ordre | Cantant                | Cançó                   | 1  | 2  | 3  | 4  | 5  | 6  | 7  | 8  | Televotació | 9  | Total |
| 1                               | 15    | No Name                | Moja ljubavi            | 12 | 3  | 12 | 5  | 12 |    | 12 |    | 3475        | 8  | 64    |
| 2                               | 14    | Flamingosi feat. Louis | Ludi Letnji Ples        |    | 12 |    | 12 |    | 12 |    | 12 | 11928       | 12 | 60    |
| 3                               | 9     | Stevan Faddy           | Cipele                  | 10 |    | 10 | 4  | 10 |    | 10 |    | 1583        | 6  | 50    |
| 4                               | 17    | Stefan Filipović       | Za nju                  | 7  | 5  | 6  | 3  | 8  | 5  | 7  | 5  | 561         | 4  | 50    |
| 5                               | 22    | Ana Nikolić            | Romale romali           |    | 8  |    | 10 |    | 10 |    | 8  | 3981        | 10 | 46    |
| 6                               | 8     | Ivana Jordan           | Lazarica                | 1  | 10 |    | 8  | 2  | 8  |    | 6  | 2007        | 7  | 42    |
| 7                               | 19    | Bojan Delić            | Sudbina                 | 8  |    | 8  |    | 5  |    | 6  |    | 405         | 1  | 28    |
| 8                               | 24    | Tijana Dapčević        | Greh                    |    | 4  |    | 1  |    | 7  |    | 10 | 687         | 5  | 27    |
| 9                               | 7     | Nela Popovic           | Feniks                  | 6  |    | 7  |    | 7  |    | 3  | 2  |             |    | 25    |
| 10                              | 4     | Mari Mari              | Da ti se dlanovi zalede | 5  | 6  |    |    |    | 3  |    | 7  |             |    | 21    |
| 11                              | 5     | Crveno i crno          | Anđeo u očima           |    |    | 5  |    | 3  |    | 8  |    |             |    | 16    |
| 12                              | 20    | Biber                  | Kapija                  |    | 2  |    | 2  | 4  | 4  |    | 1  |             |    | 13    |
| 13                              | 18    | Maja Nikolić           | Kad ti treba            |    |    |    |    |    | 6  | 1  | 4  |             |    | 11    |
| 14                              | 1     | Dan poslije            | Koraci                  | 2  | 7  |    |    | 1  |    |    |    |             |    | 10    |
| 15                              | 13    | Vladana & Bojana       | Željna                  | 4  |    | 1  |    |    |    | 5  |    |             |    | 10    |
| 16                              | 23    | Grim                   | Uspavanka               |    |    | 3  | 7  |    |    |    |    |             |    | 10    |
| 17                              | 21    | Jelena Kažanegra       | Naći ću te              |    |    |    | 6  |    |    | 4  |    |             |    | 10    |
| 18                              | 12    | Ana Bekuta             | Konak                   |    |    |    |    |    | 2  |    | 3  | 419         | 3  | 8     |
| 19                              | 3     | Milena Vučić           | Živa sam                |    |    |    |    | 6  |    |    |    |             |    | 6     |
| 20                              | 2     | Romana                 | Kap po kap              | 3  | 1  |    |    |    | 1  |    |    |             |    | 5     |
| 21                              | 11    | Krug                   | Putujem sama            |    |    | 4  |    |    |    |    |    |             |    | 4     |
| 22                              | 16    | Blizanci               | Jednom pokidano         |    |    |    |    |    |    |    |    | 412         | 2  | 2     |
| 23                              | 6     | Blah, blah bend        | Maler                   |    |    | 2  |    |    |    |    |    |             |    | 2     |
| 23                              | 10    | Ivana Knežević         | Poruka za ljubav        |    |    |    |    |    |    | 2  |    |             |    | 2     |